# Видал блан
Видал блан (на английски: Vidal blanc) е бял хибриден винен сорт грозде селектиран през 1930 г. от френския селекционер Жан Луи Видал, чрез кръстосване на сортовете Юни блан и Райондор (Зейбел 4986). Разпространен е във Франция, северните райони на САЩ и провинция Онтарио, Канада.
Познат е и с наименованията: Видал и Видал 256.
Късно зреещ сорт. Лозите се отличават със силен растеж и висока устойчивост на ниски температури и гъбични заболявания.
Гроздът е голям, плътен, коничен. Зърната са дребни, закръглени, с жълто-зелен цвят. Кожицата е дебела, твърда и устойчива на напукване при замръзване.
Видал блан има висока захарност и добро ниво на киселинност. Използва се за получаване на висококачествени бели сухи, пенливи и десертни вина, с аромати на цветя, грепфрут и ананас, напомнящи вината от Ризлинг. В Канада гроздето се използва за производство на ледени вина.